# Thomas Fielder Bowie

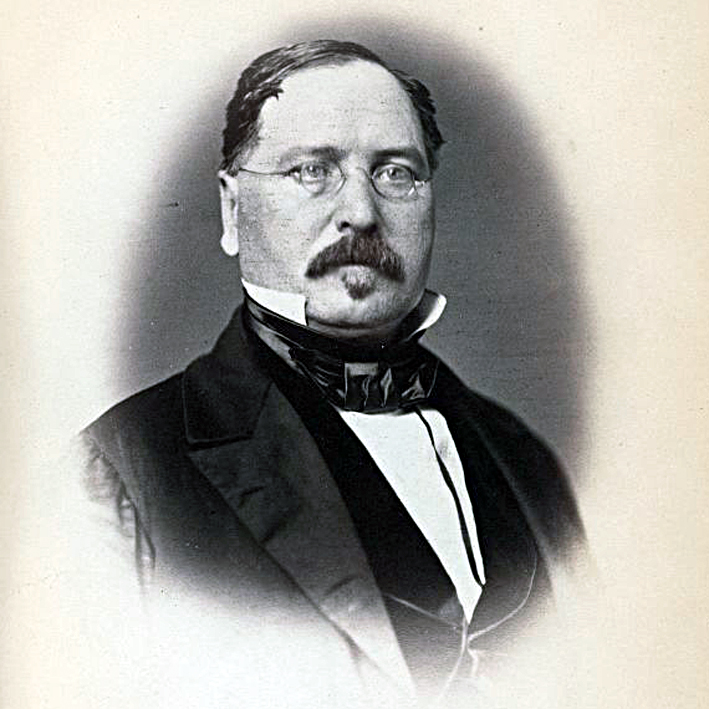
Thomas Fielder Bowie (1859)

Thomas Fielder Bowie (* 7. April 1808 in Queen Anne, Prince George’s County, Maryland; † 30. Oktober 1869 in Upper Marlboro, Maryland) war ein US-amerikanischer Politiker. Zwischen 1855 und 1859 vertrat er den Bundesstaat Maryland im US-Repräsentantenhaus.

## Werdegang
Thomas Bowie war ein Großneffe des Kongressabgeordneten Walter Bowie (1748–1810) sowie der Schwager von US-Senator und Justizminister Reverdy Johnson (1796–1876). Er besuchte die Charlotte Hall Academy im Saint Mary’s County und danach das Princeton College sowie bis 1827 das Union College in Schenectady im Staat New York. Nach einem anschließenden Jurastudium und seiner 1829 erfolgten Zulassung als Rechtsanwalt begann er in Upper Marlboro in diesem Beruf zu arbeiten. Zwischen 1833 und 1842 war er stellvertretender Bezirksstaatsanwalt im Prince George’s County.
Politisch war Bowie zunächst Mitglied der Whig Party. Mitte der 1850er Jahre wechselte er zu den Demokraten. In den Jahren 1842 bis 1846 saß er im Abgeordnetenhaus von Maryland. 1843 bewarb er sich erfolglos um das Amt des Gouverneurs von Maryland. Eine Kongresskandidatur im Jahr 1850 war ebenso wenig von Erfolg gekrönt. Im Jahr 1851 war Bowie Delegierter auf einer Versammlung zur Überarbeitung der Verfassung von Maryland. Ferner war er bei den Präsidentschaftswahlen des Jahres 1852 Wahlmann für die Whigs.
Bei den Kongresswahlen des Jahres 1854 wurde Bowie als Demokrat im sechsten Wahlbezirk von Maryland in das US-Repräsentantenhaus in Washington, D.C. gewählt, wo er am 4. März 1855 die Nachfolge von Augustus Rhodes Sollers antrat. Nach einer Wiederwahl konnte er bis zum 3. März 1859 zwei Legislaturperioden im Kongress absolvieren. Diese waren von den Ereignissen im Vorfeld des Bürgerkrieges geprägt. Im Jahr 1858 wurde er von seiner Partei nicht mehr zur Wiederwahl nominiert.
Nach dem Ende seiner Zeit im US-Repräsentantenhaus praktizierte Thomas Bowie wieder als Anwalt. Er starb am 30. Oktober 1869 in Upper Marlboro.